# Marie Troubetzkoy (1898-1948)
Ne doit pas être confondu avec Marie Troubetzkoy (1877-1958).
Marie Troubetzkoy (en russe : Mariya Trubetskaya), princesse Troubetzkoï (née Rhoda Muriel Boddam en janvier 1898 dans le Suffolk et morte le 28 octobre 1948 à Londres) est une écrivaine britannique. Seconde épouse du prince Paul Troubetzkoy (1866-1938), elle a publié plusieurs romans en anglais.

## Œuvres
- Storm Tarn: A Story of the Fells (1933).
- Jonlys the Witch: A Tale of Elizabethan Superstition (1935).
- Spider Spinning (1936).
- Basque Moon: A Tale of the Pyrenees Mountains (1937).
- Half o'Clock in Mayfair (1938).
- The Clock Strikes (1943).